# Arkitekturmodell
En arkitekturmodell är en typ av skalmodell, ibland kallad ”fysisk” modell, som tillverkas för att presentera ett byggnadsobjekt. Arkitekturmodeller används till exempel i arkitekttävlingar eller för att kommunicera designidéer till kunder, kommittéer, och till allmänheten. Arkitekturmodellen är ett verktyg som kan användas för att utställningar, presentationer, kapitalanskaffning, och för upphandlings- och försäljningssyfte. 
Enkla och åskådliga modeller kan snabbt göras med hjälp av kartong, träklossar, polystyren, cellplast och annat material. Sådana modeller är ett effektivt verktyg för att ge en tredimensionell förståelse av en tänkt konstruktion, som används av arkitekter, inredningsarkitekter och utställare. För en detaljerad och ingående presentationsmodell anlitas ofta speciella modellbyggare som utformar förslaget. 

## Syfte
Arkitektoniska modeller används av arkitekter för en rad ändamål: 
- Snabba, ad hoc-modeller, ibland för att studera samspelet mellan volymer, eller för att få en uppfattning om hur de ser ut från olika vinklar. Att planera en byggnad med hjälp av grova modeller kan vara en praktisk metod för att förutsättningslöst undersöka idéer.

- Modeller är en effektiv metod för att ställa ut och sälja en designlösning. Många människor, inklusive utvecklare och kommande husköpare kan inte visualisera ett mönster i tre dimensioner (3-D) från två-dimensionella (2-D) ritningar. En arkitekt får använda småskaliga fysiska modeller, eller digitala datormodeller, för att hjälpa till med att förklara idéer.

- En modell kan vara användbar för att förklara en komplicerad eller ovanlig design för en grupp inom byggprojektet, eller som underlag för diskussion mellan olika designteam av arkitekter, ingenjörer och stadsplanerare.

- Modeller används också som visar delar av en byggnad, till exempel som ett inslag i presentationen av en prestigefylld byggnad, eller som en del av en museiutställning (till exempel skalriktiga kopior av historiska byggnader).

## Typer

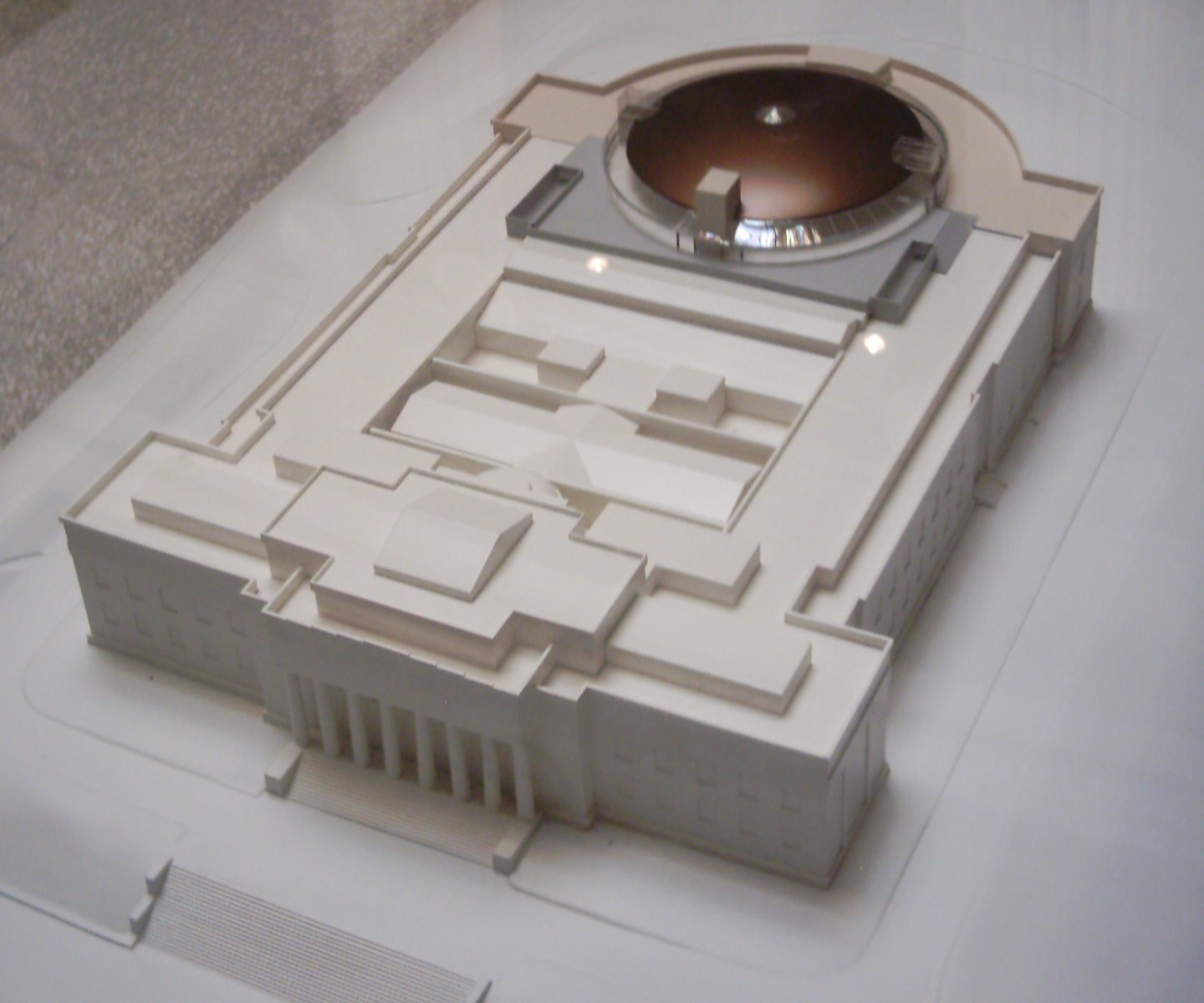
Modell av en museibyggnad.

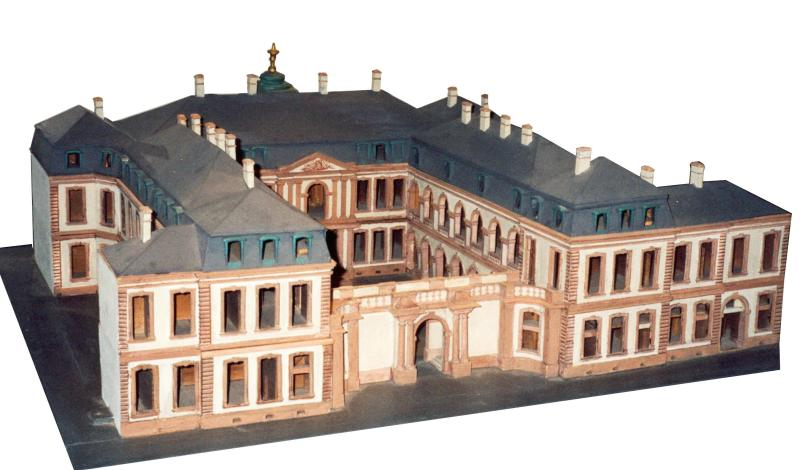
Modell av en historisk byggnad

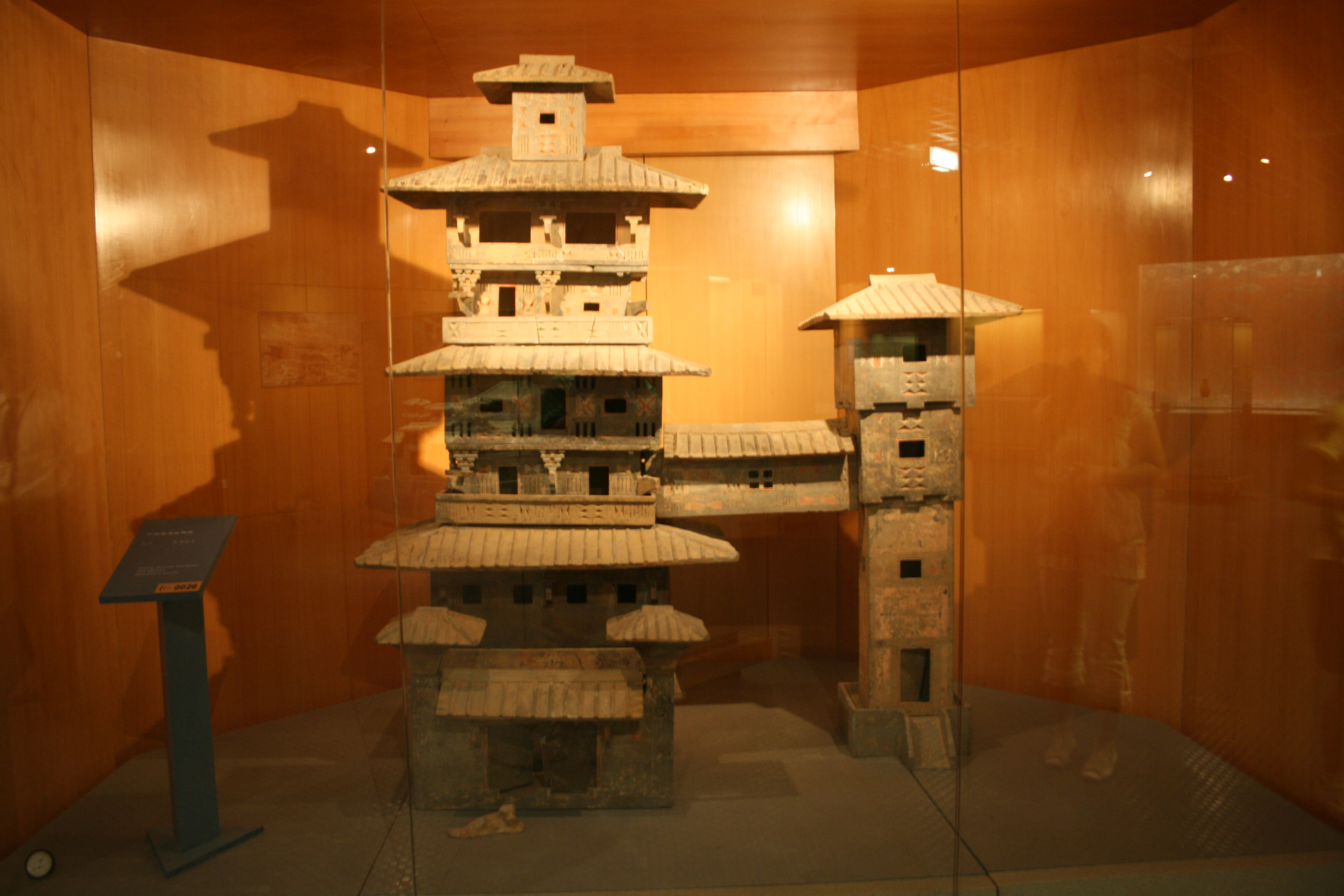
Antikens Kina, modell av två bostadshus, som gjorts av jordmaterial under Handynastin, 2:a århundradet f.Kr. till 100-talet e.Kr.

Arkitekturmodeller kan vara av olika slag:
- Exteriörmodeller är modeller av byggnader, som vanligen omfattar några landskapsarkitektur eller medborgerlig platser runt om i byggnaden.
- Interiörmodeller är inredningsmodeller av salar, rum, och våningar vilka visar interiörplanering, ytskikt, färger, möbler och dekorationer.
- Landskapsmodeller är modeller av landskapets utformning och utveckling som visar gångviadukter, små broar, pergolas, vegetationsplanteringar och utformning. Landskapsarkitekturens arkitekturmodeller visar vanligtvis allmänna platser och kan i vissa fall inkludera byggnader också.
- Stadsmodeller är modeller, oftast byggda i mindre skala (från 1:500 och mindre, 1:700, 1:1000, 1:1200, 1:2000, 1:2000), och som visar flera kvarter, till och med hela städer eller byar, semesterorter, universitetscampus, industriella anläggningar, militärbaser och sådant. Stadsmodeller är ett viktigt verktyg för planering stadsplanering och utveckling.
- Teknik- och konstruktionsmodeller, som visar valda konstruktionsdelar och komponenter och deras samspel.

## Material
Vanliga material som har använts i århundraden för arkitektoniska modellbyggnader är papper, balsa, lind och andra träslag. Moderna professionella byggare av arkitektmodeller utnyttjar olika moderna skivmaterial, kompositer, cellplast och uretanplast. 
Ett antal företag producerar färdiga delar för byggdelar (till exempel balkar och profiler), väggar, möbler, människor, fordon, träd, buskar och andra föremål som används i modellerna. Dessa föremål har som uppgift inte bara att försköna modellen, utan också att hjälpa observatören att få rätt känsla av skala och proportioner som modellen representerar.
Sedan några år tillbaka finns system som gör att modeller kan "skrivas ut" och modellen byggs upp av skikt på skikt med hjälp av CAD-modeller och speciella skrivare. En annan teknik, även den CAD-baserad, innebär att delarna skärs ut med datorstyrd laser.

## Virtuella modeller
Som alternativ till en "fysisk modell" används virtuella modeller. Modellerna kan konstrueras i 3D med hjälp av byggnadens ritningar i 2D, ibland används virtuella modeller för att kontrollera tekniska lösningar, till exempel dragning av ventilationsrör etc.
Modern programpaket inkluderar avancerade funktioner såsom databaser över komponenter, automatiserade tekniska beräkningar, möjligheter att röra sig i modellen, dynamiska reflektioner, och naturtrogna texturer och färger. 